# CRYL1
CRYL1 (англ. Crystallin lambda 1) – білок, який кодується однойменним геном, розташованим у людей на короткому плечі 13-ї хромосоми. Довжина поліпептидного ланцюга білка становить 319 амінокислот, а молекулярна маса — 35 419.
| 10         |  | 20         |  | 30         |  | 40         |  | 50         |
| ---------- |  | ---------- |  | ---------- |  | ---------- |  | ---------- |
| MASSAAGCVV |  | IVGSGVIGRS |  | WAMLFASGGF |  | QVKLYDIEQQ |  | QIRNALENIR |
| KEMKLLEQAG |  | SLKGSLSVEE |  | QLSLISGCPN |  | IQEAVEGAMH |  | IQECVPEDLE |
| LKKKIFAQLD |  | SIIDDRVILS |  | SSTSCLMPSK |  | LFAGLVHVKQ |  | CIVAHPVNPP |
| YYIPLVELVP |  | HPETAPTTVD |  | RTHALMKKIG |  | QCPMRVQKEV |  | AGFVLNRLQY |
| AIISEAWRLV |  | EEGIVSPSDL |  | DLVMSEGLGM |  | RYAFIGPLET |  | MHLNAEGMLS |
| YCDRYSEGIK |  | HVLQTFGPIP |  | EFSRATAEKV |  | NQDMCMKVPD |  | DPEHLAARRQ |
| WRDECLMRLA |  | KLKSQVQPQ  |  |            |  |            |  |            |

A: Аланін

C: Цистеїн

D: Аспарагінова кислота

E: Глутамінова кислота

F: Фенілаланін

G: Гліцин

H: Гістидин

I: Ізолейцин

K: Лізин

L: Лейцин

M: Метіонін

N: Аспарагін

P: Пролін

Q: Глутамін

R: Аргінін

S: Серин

T: Треонін

V: Валін

W: Триптофан

Кодований геном білок за функціями належить до оксидоредуктаз, фосфопротеїнів. 
Задіяний у такому біологічному процесі, як альтернативний сплайсинг. 
Білок має сайт для зв'язування з НАД. 
Локалізований у цитоплазмі.